# 獅子舞でん舎
獅子舞でん舎（2010～）日本の伝統芸能ユニット。獅子舞演者・和太鼓奏者である、改田雅典が主宰する芸能団体。

## 代表 改田雅典　略歴

### 保育園在職時
埼玉県立春日部高等学校、埼玉県立衛生短期大学保育学科卒業後、1993年4月から社会福祉法人豊川保育園で保育士として勤務。在職中に荒馬座（現民族歌舞団荒馬座）の研修生となる。

### 民族歌舞団在籍時
1997年4月、保育園を退職し荒馬座入座。和太鼓や民舞、獅子舞等の舞台演技者として活動。保育園・幼稚園・小学校・中学校・高等学校・養護学校等の学校公演、公共ホール等での公演等に従事する。また舞台制作者として営業・企画・制作等に携わる。

### でん舎設立後
2010年4月　でん舎設立。獅子舞のイベント・パーティー・結婚披露宴出演、インバウンド対応に携わる。また和楽器演奏、大道芸を含めたプログラムで保育園等でのソロ公演、ユニット公演などを行う。

## イベント出演

### 主な定期イベント
- 毎年お正月は東京スカイツリー[1]・東京ソラマチ・ホテルオークラ東京ベイ[2] での獅子舞出演、東京駅[3]・光が丘IMA・江戸東京たてもの園[4] での獅子舞練り歩きなどが恒例行事となっている。

### 主なイベント出演
- 2014年1月　T.M.Revolution日本武道館ライブ[5]
- 2015年1月　新日本プロレスWRESTLE KINGDOM 9 東京ドーム公演
- 2019年6月　PGAツアー TOUR Champions『Mastercard Japan Championship』
- 2020年1月　日本サッカー協会 天皇杯第99回全日本サッカー選手権大会決勝戦　新国立競技場

## CM出演
- 2014年～2015年　ガンホー・オンライン・エンターテイメント「パズル＆ドラゴンズ」お正月編
- 2015年　トヨタカローラ福島　お正月スーパー初売りCM（福島県内限定）
- 2017～2019年　スーツのAOKI　新春初売り
- 2018年　宝酒造株式会社 清酒「松竹梅」
- 2018年　ケンタッキーフライドチキン「ケンタのお重」振付と獅子舞指導
- 2018年　住宅情報館　初売り
- 2018年　スズキ自動車　初売り
- 2018年　まんが王国「マンガーレ国王、正月編」

## テレビ出演
- 2013年3月　NHK-BSテレビ　「幻解 超常ファイル ダークサイドミステリー file.0」　獅子舞・天狗舞
- 2013年7月　日本テレビ系　「乃木坂46×HKT48 冠番組バトル!　NOGIBINGO!」　ガチンコ暗闇の中は何だろな?　獅子舞
- 2014年1月　日本テレビ系　「幸せ!ボンビーガール」　獅子舞
- 2014年1月　日本テレビ系　「元日　新春ZIP!」 獅子舞
- 2015年1月　フジテレビ系　「ノンストップ!」 再現VTR　獅子舞
- 2015年1月　日本テレビ系　「元気のアプリ 」ミニドキュメンタリー
- 2015年2月　TBSテレビ系　「水曜日のダウンタウン」　プロがやってもたむけんがやっても大差ない説　獅子舞
- 2017年1月　AbemaTV　　「お正月特番」獅子舞
- 2017年1月　テレビ朝日系　「不機嫌な果実スペシャル」　獅子舞[6]
- 2017年1月　フジテレビ系　「平成教育委員会」　獅子舞・足長獅子舞
- 2020年1月　テレビ朝日系　「10万円でできるかな」　高額当せん大連発SP 年末ジャンボ宝くじ買ったらいくら当たるかな!?　獅子舞 [7]

## 海外公演
- 2016年4月　ロシア共和国ハバロフスク（日揮主催）[8]
- 2017年3～5月　キルギス共和国（JICA国際協力機構）
- 2018年3月　キルギス共和国[9]・カザフスタン共和国ツアー（国際交流基金）
- 2018年6月　FIFAワールドカップロシア大会　日本－コロンビア戦公式イベント出演（FIFA国際サッカー連盟より招聘）
- 2019年3月　カザフスタン共和国[10]・タジキスタン共和国[11] ツアー（国際交流基金）

## 関連サイト
- 獅子舞でん舎 公式サイト